# Jolene (Live Under Blackpool Lights)
Jolene (Live Under Blackpool Lights) fu pubblicato come singolo dal vivo dal gruppo rock statunitense The White Stripes. Il singolo raggiunse la 16ª posizione nella classifica dei singoli del Regno Unito nel novembre del 2004. The White Stripes avevano già pubblicato in precedenza una versione in studio di Jolene, come Lato B per il loro singolo di 2 000 copie Hello Operator, dall'album De Stijl.
Il singolo Jolene (Live Under Blackpool Lights) è tratto dal DVD live uscito il 7 dicembre 2004 Under Blackpool Lights.
Jolene è una cover della cantautrice statunitense Dolly Parton.

## Tracce
1. Jolene (Live a Blackpool )
2. Black Math (Live a Blackpool) [solo sulla versione CD]
3. Do (Live a Blackpool) [solo sul lato B della versione in vinile]